# Czesi w Chorwacji
Według danych spisu powszechnego z roku 2001, Czesi w Chorwacji są grupą liczącą 10 512 osób, co stanowi 0,24% populacji tego kraju. Przez nie-czeską ludność są określani jako Pemci.
Większość chorwackich Czechów żyje w zachodniej Slawonii, głównie wokół miast Daruvar i Grubišno Polje. Ponadto niewielkie społeczności czeskie żyją w większości chorwackich miast.

## Udział procentowy
W żupanii bielowarsko-bilogorskiej stanowią 5,33% populacji i są trzecią co do wielkości grupą etniczną, natomiast w komitacie Požeško-slavonskim Czesi stanowią 0,9% ludności.
| Gmina          | Procent |
| -------------- | ------- |
| Končanica      | 46,67%  |
| Dežanovac      | 23,48%  |
| Daruvar        | 18,90%  |
| Grubišno Polje | 18,02%  |
| Sirač          | 10,21%  |
| Hercegovac     | 9,60%   |
| Veliki Grđevac | 4,76%   |
| Lipik          | 3,52%   |
| Pakrac         | 3,03%   |
| Kaptol         | 2,49%   |
| Lipovljani     | 2,43%   |
| Kutina         | 1,53%   |
| Garešnica      | 1,34%   |
| Dubrava        | 1,13%   |
| Kutjevo        | 1,12%   |

## Historia
Po podpisaniu pokoju w Karłowicach w 1699 roku Slawonia przeszła z rąk osmańskich w habsburskie. W efekcie tego populacja muzułmańska skurczyła się, a Habsburgowie na wolne tereny zaczęli sporwadzać osadników z terenu całego swojego państwa. Czesi pojawili się w Slawonii w latach 50. XVIII wieku i napływali stale aż do upadku imperium habsburskiego po I wojnie światowej. Czeskiemu osadnictwu sprzyjały stosunek cen ziemi w Czechach i Chorwacji.
Czeska społeczność w Chorwacji bezproblemowo rozwijała swoją kulturę, w 1874 roku powstała organizacja Česka Beseda, która promowała język i kulturę czeską, w tym samym roku wystawiono pierwszą sztukę w języku czeskim. W 1911 rozpoczęto wydawanie czeskojęzycznej gazety w Zagrzebiu.
Skutkiem przyjaznych relacji powstałych po I wojnie światowej państw SHS i Czechosłowacji był dalszy swobodny rozwój czeskiej kultury i brak prześladowań czeskiej społeczności w Chorwacji. Już w 1922 otwarto w Daruvarze pierwszą czeską szkołę, a w 1926 przedszkole.
W powojennej, titowskiej Jugosławii niezmieniony pozostał stosunek władz do Czechów. W czasie wojny w Chorwacji pomiędzy Chorwatami i Serbami wielu Czechów służyło w armii chorwackiej.
W niepodległej Chorwacji Czesi i Słowacy mają zagwarantowanego w parlamencie jednego, wspólnego przedstawiciela.

### Znani chorwaccy Czesi
- August Šenoa